# Rue de la Loi
Rue de la Loi, (nizozemsky Wetstraat, do češtiny lze volně přeložit jako Ulice zákona) je významná ulice vedoucí centrem Bruselu směrem na východ. Je známá díky přítomnosti administrativních budov evropských institucí. Silnice začíná v centru Bruselu u Rue Royale (Koningsstraat) a vede ke Schumanovu kruhovému objezdu v Evropské čtvrti. Tvoří západní část dálnice A3, která vede do německého města Cáchy.
Termín Rue de la Loi se ve francouzštině používá v přeneseném významu k označení belgické vlády, protože na začátku této ulice stojí budova Federálního parlamentu (Palác národa) a vedle této budovy se nachází úřad belgického premiéra.
Na druhém konci ulice, na Schumanově kruhovém objezdu, stojí budova Berlaymont, kde zasedá Evropské komise. Je zde také budova Europa, kde zasedá Evropská rada a Rada Evropské unie. Dále Parc du Cinquantenaire a výjezd tunelu Belliard.

## Významné budovy
- Lex
- Europa
- Berlaymont
- Justus Lipsius
- Charlemagne building

## Historie

### Rekonstrukce
V roce 1969 byla tato silnice přestavěna na jednosměrku, přičemž pod ní byla vybudována první linka bruselského metra. V roce 2001 bylo navrženo, aby jeden z pěti silničních pruhů ulice byl zrušen a chodníky s cyklostezkou rozšířeny na jeho úkor. Tento návrh s celkovou rekonstrukcí byl dokončen 7. září 2003.